# Барон Кінросс

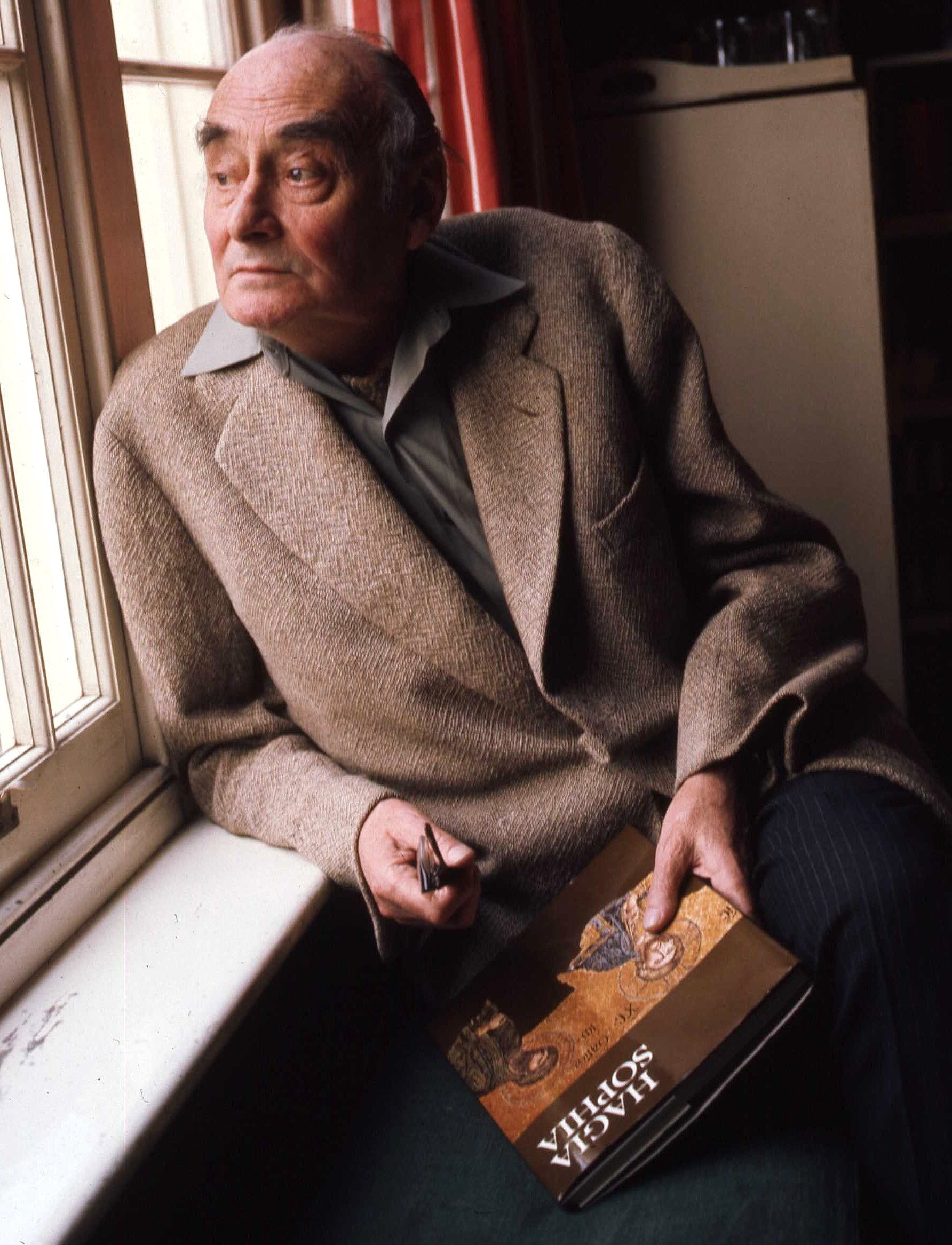
Джон Патрік Дуглас Бальфур, 3-й барон Кінросс

Барон Кінросс з Гласклуна в графстві Haddington — спадковий титул у системі Перства Сполученого Королівства. Він був створений 15 липня 1902 року для шотландського юриста Джона Бальфура (1837—1905), ліберального політика та лорда-голови сесійного суду. Його онук, Патрік Бальфур, 3-й барон Кінросс (1904—1976), був істориком та журналістом. Станом на 2010 рік носієм титулу був племінник останнього, Крістофер Патрік Бальфур, 5-й барон Кінросс (нар. 1949), який успадковував титул батька в 1985 році.

## Барони Кінросс
| Ім'я                                                        | Роки правління   | Титул                              | Примітки |
| ----------------------------------------------------------- | ---------------- | ---------------------------------- | --- |
| Джон Блер Бальфур (11 липня 1837 — 22 січня 1905)           | 1902 — 1905      | 1-й барон Кінросс                  | Другий син преподобного Пітера Бальфура (1794 — 1862). Депутат Палати громад від Клакманнана та Кінросса (1880 — 1899). Генеральний соліситор Шотландії (1880 — 1881). Лорд-адвокат (1881 — 1885, 1886, 1892 — 1895). Лорд голова Сесійного суду (1899 — 1905) |
| Патрік Бальфур (23 квітня 1870 — 28 липня 1939)             | 1905 — 1939      | 2-й барон Кінросс                  | Єдиний син попереднього від першого шлюбу |
| Джон Патрік Дуглас Бальфур (25 червня 1904 — 4 червня 1976) | 1939 — 1976      | 3-й барон Кінросс                  | Старший син попереднього |
| Девід Ендрю Бальфур (29 березня 1906 — 20 липня 1985)       | 1976 — 1985      | 4-й барон Кінросс                  | Молодший брат попереднього |
| Крістофер Патрік Бальфур (нар. 1 жовтня 1949)               | 1985 — даний час | 5-й барон Кінросс                  | Єдиний син попереднього від другого шлюбу |
| Алан Ієн Бальфур (нар. 4 квітня 1978)                       |                  | Спадкоємець титулу, вельмишановний | Старший син попереднього |